# Inghinidhe na hÉireann
Inghinidhe na hÉireann (« Filles d'Irlande » en français) est une ancienne organisation de femmes nationalistes irlandaises radicales dirigée et fondée par Maud Gonne de 1900 à 1914, date à laquelle elle fusionne avec la nouvelle Cumann na mBan,. L'organisation veut œuvrer sur les fronts culturel, politique et matériel en faveur de la cause irlandaise, via son journal, Bean na hÉireann, des collectes de fonds ou des activités théâtrales. En son sein des féministes militent également notamment en faveur du droit de vote, ainsi que des militantes syndicalistes.

## Fondation
L'Inghinidhe est née d'une réunion de 15 femmes dans les salles de la Celtic Literary Society à Dublin, le dimanche de Pâques 1900. Alors que le but initial de la réunion était d'offrir un cadeau à Arthur Griffith pour avoir défendu Maud Gonne d'une accusation selon laquelle elle était une espionne britannique, elle a donné lieu à la planification d'un « kermesse patriotique pour les enfants » en réponse à la kermesse pour enfants donnée en avril dans le parc Phoenix, à l'occasion de la visite de la reine Victoria à Dublin. L'un des objectifs de la visite royale était d'encourager les Irlandais à s'enrôler dans l'armée britannique pour combattre dans la guerre des Boers, alors que Griffith, Gonne et d'autres nationalistes irlandais sympathisaient avec les Boers. Plus de cinquante femmes se sont jointes au comité organisateur du « Patriotic Children's Treat », qui a été célébré en juillet, le dimanche suivant la commémoration de Wolfe Tone. La fête comprenait un défilé de 30 000 enfants de Beresford Place à Clonturk Park, suivis d'un pique-nique et de discours contre le recrutement. Les fonds restants après la manifestation patriotique des enfants ont été utilisés pour établir Inghinidhe na hÉireann en tant qu'organisation permanente.

## Membres
La plupart des fondatrices étaient des catholiques de la classe moyenne, bien qu'Helena Molony ait écrit dans son magazine, Bean na hÉireann, « Maintenant, il y avait des jeunes filles à Dublin, principalement des membres des classes irlandaises de la Celtic Literary Society… Elles étaient (à une exception) toutes les filles qui travaillent. Elles n'avaient pas beaucoup d'or et d'argent à donner à l'Irlande. Seulement des cœurs volontaires, du sérieux et de la détermination. » Elles se sont rencontrés à l'origine le dimanche de Pâques après la messe de midi, a-t-elle écrit, avec l'intention de présenter un bâton de prunellier inscrit à Arthur Griffith (sans nom), qui avait battu un rédacteur en chef pour avoir calomnié Maud Gonne. Ils ont ensuite planifié un pique-nique pour 30 000 enfants comme alternative aux célébrations prévues d'une visite de recrutement du monarque britannique en Irlande. Comme elles n'avaient pas d'argent, elles levèrent des souscriptions dans tout Dublin, se regroupant dans une association nommée Daughters of Ireland, ou (dans une orthographe délibérément désuète) Inghinidhe na h-Éireann.
Maud Gonne a été élue présidente de l'association ; les vice-présidentes étaient Alice Furlong, Jenny Wyse Power, Annie Egan et Anna Johnston (alias Ethna Carbery). Parmi les fondatrices figuraient Helena Molony, Sinéad O'Flanagan (plus tard épouse d'Éamon de Valera), les actrices Maire Quinn et Molly et Sara Allgood, la médecin Kathleen Lynn et Mary Macken, membre éminente de la Catholic Women's Suffrage League. Parmi les membres qui rejoignent l'organisation par la suite, figuraient Mary MacSwiney, Máire Nic Shiubhlaigh, Constance Markievicz, Margaret Buckley, Ella Young, Máire Gill, l'écrivaine Rosamond Jacob, Hanna Sheehy, Alice Milligan, Marcella Cosgrave ainsi que de nombreuses femmes de la classe ouvrière.

## Activité
Inghinidhe na hÉireann a défini ses objectifs comme suit :
- le rétablissement de l'indépendance complète de l'Irlande[14].
- encourager l'étude du gaélique, de la littérature irlandaise, de l'histoire, de la musique et de l'art, en particulier chez les jeunes, en organisant et en enseignant des cours pour les matières ci-dessus.
- soutenir et populariser les manufactures irlandaises.
- décourager la lecture et la circulation de la littérature anglaise de bas-étage, le chant des chansons anglaises, l'assistance aux divertissements anglais vulgaires dans les théâtres et les music-halls, et pour combattre de toutes les manières l'influence anglaise, qui fait tant de tort au goût et au raffinement artistiques du peuple irlandais.
- créer un fonds appelé le Fonds à des fins nationales pour la poursuite des objets ci-dessus.

Les militantes des Inghinidhe na hÉireann ont parrainé des cours et des divertissements pour enfants et adultes. Elles ont aussi protesté devant le centre de recrutement de l'armée britannique de O'Connell Street.
Les Inghinidhe ont mené une activité artistique pour promouvoir une culture irlandaise, elles ont ainsi interprété des tableaux vivants sur des thèmes de la mythologie irlandaise et de l'histoire du monde. Inghinidhe a également produit des pièces irlandaises avec des acteurs masculins recrutés dans d'autres groupes nationalistes.
En 1908, les Inghinidhe lancent un magazine mensuel, Bean na hÉireann ("Femme d'Irlande"), édité par Helena Molony. Parmi les contributeurs figuraient Patrick Pearse, Thomas MacDonagh, Sidney Gifford (sous le nom de plume de John Brennan), Maud Gonne, Constance Markievicz, qui écrivait la chronique sur le jardinage, et Molony elle-même, qui écrivait les Labour Notes ("billets sur le travail"). Le journal contenait aussi des articles sur la politique, le vote des femmes, le nationalisme, la langue et des chroniques régulières sur les questions de travail, la mode (insistant sur les vêtements de fabrication irlandaise), le jardinage, une section pour enfants avec des concours, le journal comprenait aussi des articles en irlandais, imprimé avec le cló Ghaelach (comme l'irlandais était alors toujours écrit et imprimé). Il était populaire aussi bien auprès des hommes que des femmes.

## Remplaçant
En 1914, Inghinidhe na hÉireann est absorbée par Cumann na mBan, une organisation féminine liée aux Volontaires irlandais. Cependant, certaines membres syndicalistes ont plutôt choisi de rejoindre l'Irish Citizen Army.